# I Comete
Pour plus de détails, voir Fiche technique et Distribution.
I Comete est un film français réalisé par Pascal Tagnati et sorti en 2021.

## Fiche technique
- Titre : I Comete
- Réalisation : Pascal Tagnati
- Scénario : Pascal Tagnati
- Photographie : Javier Ruiz Gómez
- Son : Amaury Arboun, Vincent Verdoux et Pierre Bompy
- Montage : Pascal Tagnati
- Sociétés de production : 5 à 7 Films, Lotta Films
- Société de distribution : New Story
- Pays de production :  France
- Langues originales : français et corse
- Format : couleurs
- Genre : drame
- Durée : 127 minutes
- Dates de sortie :
  - Pays-Bas : 4 février 2021 (Festival de Rotterdam - première mondiale)
  - France : 8 juillet 2021 (Festival de Cannes - programmation de l'ACID)[1] ; 20 avril 2022 (sortie nationale)
  - Belgique : 13 octobre 2021 (Festival de Gand)

## Distribution
- Jean-Christophe Folly : François-Régis
- Pascal Tagnati : Théo
- Cédric Appietto : Bastien
- Davia Benedetti : Carina
- Jérémy Alberti : Greg
- Apollonia Bronchain Orsoni : Amandine
- Roselyne de Nobili : Lucienne
- Éric Patris de Breuil	: Auguste
- Maryse Miège : Cindy

## Distinctions

### Récompenses
- Prix spécial du jury au Festival international du film de Rotterdam 2021[2]
- Prix Gérard Frot-Coutaz du Festival du film de Belfort - Entrevues 2022[3],[4]

### Sélections
- Festival de Cannes 2021 (programmation de l'ACID)
- Festival du film de Gand 2021
- Festival international du film de Stockholm 2021
- Festival international du film de São Paulo 2021
- Festival international du film francophone de Tübingen 2021
- Festival du film de Lama[Où ?] 2021
- Festival du film de Belfort - Entrevues 2021